# Sam Labrecque
Samuel „Sam“ Labrecque-Garneau (* 20. Februar 1992 in Granby, Québec) ist ein kanadischer Eishockeyspieler, der auf der Position des Verteidigers eingesetzt wird und seit 2018 beim französischen Gap Hockey Club aus der Ligue Magnus unter Vertrag steht.

## Karriere
Von 2007 bis 2010 spielte Labrecque für Highschool-Mannschaften in Québec und anschließend eine Saison in der Juniorenliga British Columbia Hockey League (BCHL). In der BCHL erzielte der Offensivverteidiger 15 Tore und 12 Assists bei 47 Einsätzen der Hauptrunde sowie drei Tore und einen Assist bei fünf Einsätzen in den Play-offs. Den Saisonabschluss bildeten seine Wahlen zum Rookie of the Year der Nanaimo Clippers und ins BCHL All-Rookie Team.
Von 2011 bis 2014 verbrachte er drei Spielzeiten bei den Clarkson Golden Knights der Clarkson University in der National Collegiate Athletic Association (NCAA) und etablierte sich als punktstarker Verteidiger. In seiner ersten Saison erzielte er 23 Punkte (8 Tore und 15 Assists), was nicht nur die meisten Punkte der Rookies seiner Mannschaft, sondern auch die höchste Punktzahl eines Verteidigers aus Clarkson seit Randy Jones 2002/03 darstellte. Den Abschluss der Saison bildete seine erneute Wahl zum Rookie of the Year.
Ab 2014 spielte er für die McGill University in der Canadian Interuniversity Sport (CIS) und erzielte in seiner ersten Saison die meisten Tore (13) aller Verteidiger der Liga. Zudem wurde er ins All-Star Team der Abteilung OUA-East gewählt. In der Hauptrunde der Folgesaison wurde er Topscorer aller CIS-Verteidiger (44 Punkte in 28 Spielen) und drittbester Scorer aller Spieler, erzielte die meisten Powerplaytore der Liga und hatte Anteil an rund 40 % der geschossenen Tore von McGill. Es folgte seine Wahl ins CIS All-Star Team, zum CIS All-Canadian, zum OUA East All-Star und zum OUA Defenceman of the Year. Für 2016 wurde er zum Sportler des Jahres der McGill University ernannt.
Für die Saison 2016/17 wechselte Labrecque nach Europa und wurde vom EC VSV aus der EBEL unter Vertrag genommen. Sein erstes Tor für die Villacher erzielte er bereits im zweiten Testspiel mit dem 4:3-Siegestreffer in der Overtime gegen Alba Volán Székesfehérvár. Die Saison beendete er mit 26 Punkten.
Im September 2017 verkündete das ECHL-Team Wichita Thunder die Verpflichtung von Sam Labrecque. Ende Oktober 2017 verließ Labrecque die Thunder jedoch wieder und kehrte zum EC VSV zurück.
Für die Spielzeit 2018/19 erhielt er einen Vertrag beim französischen Erstligisten Gap Hockey Club.

## Karrierestatistik
(Legende zur Spielerstatistik: Sp oder GP = absolvierte Spiele; T oder G = erzielte Tore; V oder A = erzielte Assists; Pkt oder Pts = erzielte Scorerpunkte; SM oder PIM = erhaltene Strafminuten; +/− = Plus/Minus-Bilanz; PP = erzielte Überzahltore; SH = erzielte Unterzahltore; GW = erzielte Siegtore; 1 Play-downs/Relegation; Kursiv: Statistik nicht vollständig)